# Aceite de algodón

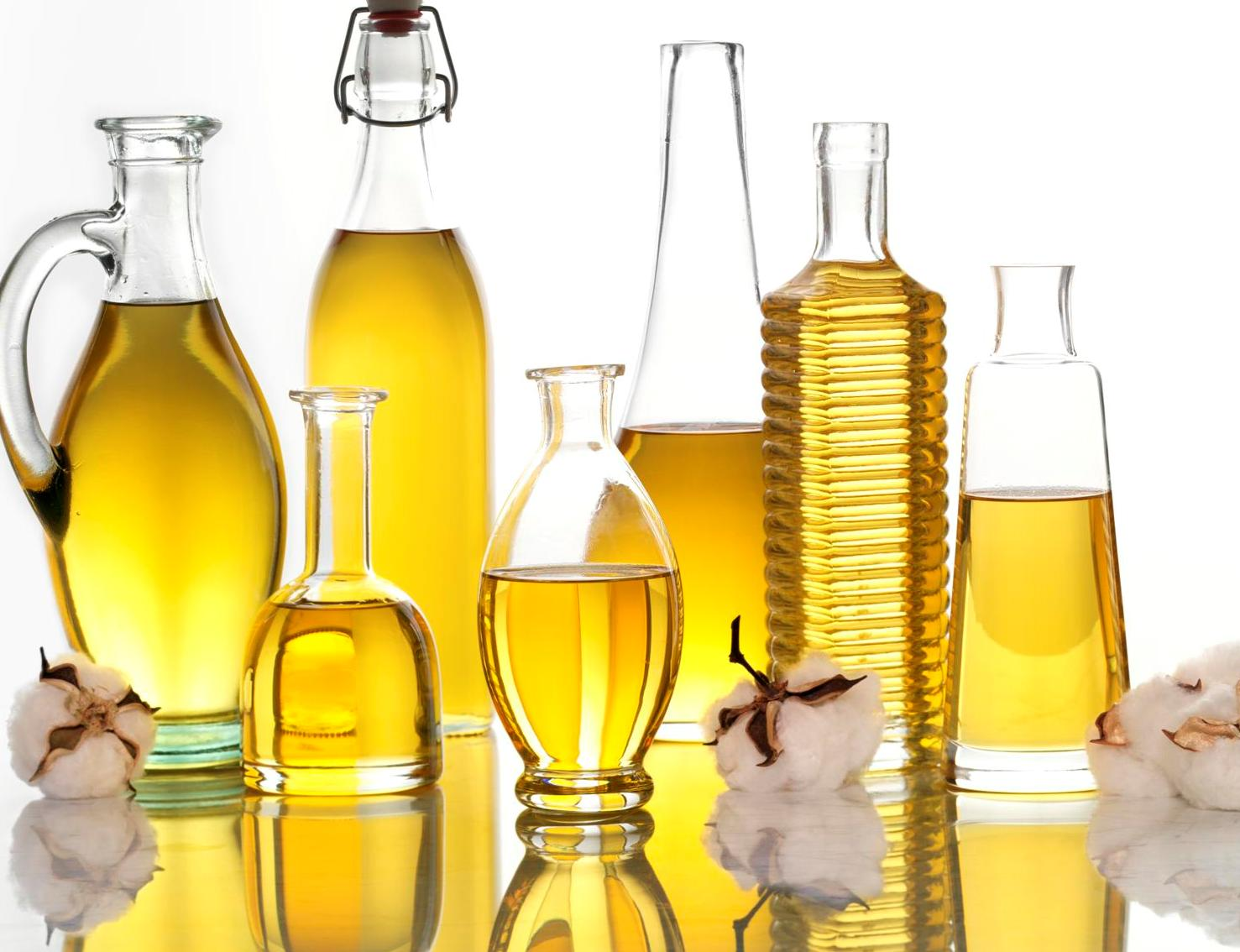
Aceite de algodón.

El aceite de algodón es un aceite vegetal derivado de la prensa de la semilla del algodón.
La utilización de las semillas de algodón en la producción de aceite alimenticio solo fue posible después de haber sido desarrollado un proceso industrial que permitiera la retirada del fuerte olor presentado por este producto, en un proceso conocido como desodorización.

## Características
El aceite de semilla de algodón tiene un leve sabor a castañas. Por ser refinado, normalmente tiene apariencia límpida, con coloración variando entre el color dorado claro y amarillo rojizo. Este aceite es rico en vitamina D y posee bastante tocoferol, un antioxidante natural. Una cucharada de aceite de algodón puede satisfacer nueve veces la necesidad diaria del organismo en vitamina E. No obstante, algunos nutricionistas recomiendan cautela en su uso, pues se trata de un aceite que contiene muchas grasas saturadas poco saludables.

## Utilización
Este aceite es muy utilizado como aceite para ensaladas, en mayonesas y marinados. También es usado en frituras, tanto en cocinas comerciales como en las caseras, como en la fabricación de margarinas.

## Producción mundial
Datos disponibles de la producción mundial de aceite de algodón en 2018, en toneladas por año :
| Puesto | País           | Toneladas |
| ------ | -------------- | --------- |
| 1      | China          | 1.262.000 |
| 2      | India          | 1.240.400 |
| 3      | Pakistán       | 384.700   |
| 4      | Brasil         | 233.921   |
| 5      | Estados Unidos | 225.000   |
| 6      | Turquía        | 211.900   |
| 7      | Uzbekistán     | 176.291   |
| 8      | Australia      | 68.200    |
| 9      | Burkina Faso   | 64.257    |
| 10     | Mali           | 61.600    |